# قائمة الأعصاب في جسم الإنسان

قائمة الأعصاب في جسم الإنسان 
- بنية جهاز عصبي
- تطور الجهاز العصبي
- النخاع الشوكي
- دماغ بشري
- دماغ خلفي
- دماغ متوسط
- دماغ أمامي
- عصب شوكي
- سحايا
- سائل دماغي شوكي
- أعصاب قحفية
- عصب شمي
- عصب محرك للعين
- عصب بصري
- عصب بكري
- عصب ثلاثي التوائم
- عصب وجهي
- عصب مبعد
- عصب مبهم
- عصب تحت اللسان
- عصب إضافي
- عصب بلعومي لساني
- عصب دهليزي قوقعي

## قائمة
- ضفيرة أبهرية بطنية
- عصب مبعد
- عصب إضافي
- عصب بين العظمين أمامي
- عصب أذني صدغي
- عصب إبطي
- ضفيرة عضدية
- ضفيرة قلبية
- ضفيرة عنقية
- عصب الحبل الطبلي
- عقدة هدبية
- عصب وجهي
- عصب فخذي
- عصب جبهي
- عصب بلعومي لساني
- عصب تحت اللسان
- عصب دمعي
- أعصاب هدبية طويلة
- عصب فكي سفلي
- عصب جناحي إنسي
- عصب جناحي وحشي
- عصب ماضغي
- عصب فكي علوي
- عصب متوسط
- عصب عضلي جلدي
- عصب محرك للعين
- عصب شمي
- عصب بصري
- عقدة جناحية حنكية
- عصب كعبري
- عصب حنجري راجع
- ضفيرة عجزية
- عصب حسي
- عصب فوق الحجاج
- ضفيرة أبهرية صدرية
- عصب دهليزي قوقعي
- عصب مبهم
- عصب زندي
- عصب قصبة الساق